# Sprengisandur
Sprengisandur är ett högland i republiken Island.   Det ligger mellan glaciärerna Hofsjökull och Vatnajökull i regionen Norðurland eystra, i den centrala delen av landet, 190 km öster om huvudstaden Reykjavík.